# Dicerma
Dicerma é um género botânico pertencente à família Fabaceae.